# Igrišće
 Igrišće  falu és község Horvátországban Zágráb megyében. Közigazgatásilag Jakovlje községhez tartozik.

## Fekvése
Zágrábtól 18 km-re északnyugatra, községközpontjától 3 km-re északra  a megye északi határán fekszik.

## Története
A falunak 1857-ben 394, 1910-ben 699 lakosa volt. Trianon előtt Zágráb vármegye Zágrábi járásához tartozott. 2011-ben 733 lakosa volt.

## Lakosság
| Lakosság változása | Lakosság változása | Lakosság változása | Lakosság változása | Lakosság változása | Lakosság változása | Lakosság változása | Lakosság változása | Lakosság változása | Lakosság változása | Lakosság változása | Lakosság változása | Lakosság változása | Lakosság változása | Lakosság változása | Lakosság változása |
| ------------------ | ------------------ | ------------------ | ------------------ | ------------------ | ------------------ | ------------------ | ------------------ | ------------------ | ------------------ | ------------------ | ------------------ | ------------------ | ------------------ | ------------------ | ------------------ |
| 1857               | 1869               | 1880               | 1890               | 1900               | 1910               | 1921               | 1931               | 1948               | 1953               | 1961               | 1971               | 1981               | 1991               | 2001               | 2011               |
| 394                | 445                | 489                | 608                | 651                | 699                | 701                | 789                | 861                | 835                | 743                | 653                | 591                | 612                | 669                | 733                |